# Власов, Александр Иосифович
Александр Иосифович Власов (1902—1942) — советский политический деятель. Первый секретарь Каменец-Подольского областного комитета КП(б) Украины (1938—1941). Депутат Верховного Совета Украинской ССР 1-го созыва. Член ЦК КП (б) Украины в 1938—1942 г. Бригадный комиссар в годы Великой Отечественной войны.

## Биография
Сын рабочего. В 1917—сентябре 1919 г. батрачил в родном селе. В сентябре 1919 — декабре 1921 г. был чернорабочим Харьковской городской больницы. В декабре 1921 — сентябре 1925 г. работал шахтёром-забойщиком на шахтах Донбасса.
В июне 1925 года принят в ВКП (б).
В сентябре 1925 — апреле 1928 — заведующий жилотделом рудоуправления. В 1928 году окончил партийную школу II-й степени в г. Сталино. В апреле 1928—1929 г. заведовал агитационно-пропагандистским отделом, а в 1929 — сентябре 1930 г. был секретарём партийного комитета шахты № 5-6 имени Калинина Сталинского района Донбасса.
В сентябре 1930 — июле 1936 гг. — студент электротехнического факультета Киевского института механизации и электрификации сельского хозяйства. Получил специальность инженера-электрика.
В июле 1936 — январе 1937 г. — трудился инженером-проектировщиком предприятия «Сельэлектро» в Харькове.
С декабря 1937 г. — на партийной работе.
До мая 1938 г. — первый секретарь Дзержинского районного комитета КП (б) Украины г. Харькова.
В мае 1938 — июле 1941 гг. — первый секретарь Каменец-Подольского областного комитета КП (б) Украины.
26 июня 1938 был избран депутатом Верховного Совета УССР 1-го созыва по Шепетовскому избирательному округу № 12 Каменец-Подольской области.
Участник Великой Отечественной войны. В сентябре 1941—1942 г. — член Военного совета 6-й армии Юго-Западного фронта. Бригадный комиссар .
Пропал без вести (погиб) в окружении в мае 1942 года в ходе Харьковской операции.

## Награды
- орден Ленина (07.02.1939) — за выдающиеся успехи в сельском хозяйстве, и в особенности за перевыполнение планов основных сельскохозяйственных работ
- орден Красного Знамени (27.03.1942)